# QW Puppis
QW Puppis (QW Pup / I Puppis / HD 55892 / HR 2740) es una estrella variable en la constelación de Puppis —la popa del mítico Argo Navis— de magnitud aparente media +4,50. Se encuentra a 69 años luz de distancia del sistema solar.
QW Puppis, catalogada como F3V o F0IV, puede ser una estrella blanco-amarilla de la secuencia principal que, como el Sol, transforma el hidrógeno en helio, o bien, a punto de agotar su reserva de hidrógeno, puede estar empezando a crecer siendo una estrella subgigante. En cualquier caso más caliente que el Sol con una temperatura de 7080 K, su luminosidad es 6,4 veces mayor que la luminosidad solar. Tiene un radio un 60% más grande que el radio solar. Su edad está comprendida entre 900 y 1800 millones de años, como corresponde a una estrella que aun estando en la secuencia principal —o empezando a abandonarla— es un 41% más masiva que el Sol. Su abundancia relativa de hierro, medida indirecta de la metalicidad, es poco más de la mitad que en el Sol.
QW Puppis es una variable Gamma Doradus, en donde la variabilidad proviene de pulsaciones no radiales de su superficie. Sufre pequeñas fluctuaciones en su brillo de 0,027 magnitudes.